# Euselasia dione
Euselasia dione är en fjärilsart som beskrevs av Rebillard 1958. Euselasia dione ingår i släktet Euselasia och familjen Riodinidae. Inga underarter finns listade i Catalogue of Life.